# Te te châu Phi
Te te châu Phi, tên khoa học Vanellus senegallus, là một loài chim trong họ Charadriidae.